# Гирдовени (Дамбовица)
Гирдовени (рум. Ghirdoveni) насеље је у Румунији у округу Дамбовица у општини И. Л. Карађале. Oпштина се налази на надморској висини од 240 m.

## Становништво
Према подацима из 2002. године у насељу је живело 3587 становника.

### Попис2002.
| Расподела становништва по националности 2002.‍ | Расподела становништва по националности 2002.‍ | Расподела становништва по националности 2002.‍ | Расподела становништва по националности 2002.‍ | Расподела становништва по националности 2002.‍ |
| --------------------------------------------- | --------------------------------------------- | --------------------------------------------- | --------------------------------------------- | --------------------------------------------- |
|                                               |                                               |                                               |                                               |                                               |
| Румуни                                        | Румуни                                        |                                               | 3.521                                         | 98,2%                                         |
| Роми                                          | Роми                                          |                                               | 65                                            | 1,8%                                          |